# トルフェナム酸
トルフェナム酸（Tolfenamic acid）とは、フェナム酸系の非ステロイド性抗炎症薬の1種であり、2-{(3-クロロ-2-メチルフェニル)-アミノ}-安息香酸のことである。

## 解説
トルフェナム酸の分子式はC14H12ClNO2で、分子量は約261.707 (g/mol)である。トルフェナム酸も他の一般的な非ステロイド性抗炎症薬と同様にシクロオキシゲナーゼを阻害することによって、プロスタグランジン類の生成を抑制する作用を持つ
 
。
これによって、抗炎症作用や鎮痛作用を発揮し、また、それに伴う副作用も持つ。トルフェナム酸は、イギリスでは偏頭痛の対症療法に用いられている

。
その他、アジアやラテンアメリカやヨーロッパの幾つかの国でも、ヒトや動物に対してトルフェナム酸は用いられている

。
しかしながら、アメリカ合衆国では、トルフェナム酸が用いられることは通常ない

。